# Luis Martínez Fernández del Campo
Luis Martínez Fernández del Campo fue un político mexicano, miembro del Partido Revolucionario Institucional, fue diputado federal y senador por Oaxaca.
Ha ocupado los cargos de delegado de las Secretarías de Pesca y Desarrollo Social en Oaxaca, cónsul general de México en São Paulo, Brasil, diputado federal y senador por Oaxaca de 1988 a 1991, pretendió ser candidato del PRI a gobernador en 1992 pero la candidatura recayó en Diódoro Carrasco Altamirano, posteriormente fue delegado en Azcapotzalco, Distrito Federal.
En 2002 fue propuesto por el entonces presidente Vicente Fox como cónsul en Austin, Texas, sin embargo el Senado de la República no aprobó su designación y en 2004 fue precandidato del PRI a Gobernador de Oaxaca, candidatura que obtuvo Ulises Ruiz Ortiz, durante el Conflicto magisterial en Oaxaca fue asesoro del gobernador e integresante de la comisión redactora del Pacto por la Gobernabilidad, la Paz y el Desarrollo del Estado de Oaxaca que pretendió mediar y resolver el conflicto. El 4 de febrero de 2007 fue designado titular de la Fiscalía Especial para la Atención de Delitos Cometidos contra Periodistas de la Procuraduría General de la República